# Liberto
O liberto é um antigo escravo que conseguiu (ou recebeu) a liberdade, por emancipação ou por alforria.
Os libertos existem em todas as sociedades escravagistas. Por exemplo, na Roma Antiga, os libertos formavam aproximadamente 5% da população romana durante a era imperial. Como necessitavam de um apelido, normalmente tomavam o sobrenome do seu antigo dono, que se convertia no seu patrono.
Nos Estados Unidos, o termo freedman está associado à história do país, onde é utilizado para se referir aos mais de quatro milhões de escravos libertados por: Proclamação de Emancipação de 1863, legislações estaduais e, ratificação da 13.ª Emenda da Constituição dos Estados Unidos.

## História

### Antiguidade pré-romana
Escravos emancipados tiveram maior destaque na sociedade romana do que nas cidades-Estado gregas ou nos reinos helenísticos. Na Grécia, o apeleutheros ou exeleutheros (fem. apeleuthera/exeleuthera) costumava se misturar normalmente aos demais homens livres da sociedade, sem, no entanto, partilhar de seus direitos e da cidadania. Muitas vezes o ex-escravo continuava a realizar certas tarefas enquanto o seu antigo patrão estivesse vivo. As oportunidades de liberdade na antiga sociedade grega não eram numerosas; entre elas estava a manumissão concubinal, onde um escravo ou escrava adquirido inicialmente para o prazer sexual de seu proprietário acabava tornando-se alvo de seu afeto, a ponto do dono favorecer-lhe com a liberdade. A antiga Atenas foi um dos raros casos da história onde escravos homens conseguiram a liberdade por este meio; havia a incidência relativamente alta do comportamento considerado hoje em dia como homossexual entre a classe dos proprietários de escravos, e um número significativo de escravos comprados para propósitos sexuais eram homens.

### Roma Antiga
Os homens livres eram "ingênuos" (em latim, ingenui), pessoas que nasciam nessa condição; ou libertos (em latim liberti), um escravo quando era libertadas da servidão legal, esta pessoa era libertus (ou seja, "libertado") em relação ao seu antigo dono (patronus), enquanto em relação a classe à qual passou a pertencer depois da libertação, era um libertinus. O escravo liberto por um cidadão romano também costumava receber a cidadania, e as oportunidades para a manumissão de um escravo eram diversas.

## Estados Unidos
Nos Estados Unidos o termo "liberto" (Freedmen, em inglês) se refere principalmente aos escravos emancipados durante e depois da Guerra Civil Americana.
Os escravos libertados antes da guerra, geralmente por manumissões individuais, muitas vezes expressas em testamentos, eram conhecidos como Free Negroes ("negros livres"). Na Luisiana e outras áreas da Nova França, especialmente antes da anexação pelos Estados Unidos (Compra da Luisiana), havia a designação "pessoas livres de cor" (em francês: gens de couleur libre). Muitos faziam parte da comunidade créole, estabelecida na região muito antes da presença americana. A comunidade negra aumentou em Nova Orleans nos anos de 1808 e 1809, com a chegada de uma onda de imigrantes haitianos, ocorrida após a Revolução Haitiana - o que só fortaleceu a comunidade francófona "de cor" local.
Quatro milhões de pessoas - nem todas elas "de cor" - passaram da escravidão à liberdade como resultado da Proclamação de Emancipação, e da 13ª Emenda da Constituição dos Estados Unidos. Embora a Proclamação declarasse que todos os escravos nos estados do sul eram, na essência, 'livres', ela não terminou com a escravidão no país. A abolição de fato só foi conseguida através da 13ª emenda; a 14ª deu aos escravos cidadania integral, enquanto a 15ª deu os direitos de voto a todo os homens adultos livres. Estas emendas são conhecidas como as "emendas dos direitos civis", ou "emendas pós-Guerra Civil".
Para ajudar os libertos na transição da escravidão à liberdade, incluindo um mercado de trabalho livre, o presidente Abraham Lincoln criou o Freedmen's Bureau ("Escritório do Liberto"), que designou diversos agentes por todo o sul do país. O Escritório criou escolas para educar os libertos, tanto adultos quanto crianças; ajudou os libertos a negociarem contratos trabalhistas, e tentou minimizar a violência contra os libertos. O período da Reconstrução foi uma tentativa de estabelecer novos governos na antiga Confederação, e de trazer os libertos para a sociedade, como cidadãos votantes.
No século XXI ainda é travada uma disputa entre a Nação Cherokee e os descendentes dos libertos dos antigos senhores cherokees, a respeito dos direitos destes libertos de serem membros (ou receberem a 'cidadania') da tribo cherokee. A questão ocorre devido aos benefícios que pertencer à tribo pode trazer, potencialmente; e alguns destes descendentes alegam que a emancipação dos escravos no país lhes teria dado automaticamente a cidadania cherokee.